# Massage thaï des pieds
Le massage thaï des pieds est un massage des pieds et du bas des jambes, jusqu'aux genoux. Il comporte une stimulation de points sous la plante du pied à l'aide d'un stick en bois, et un massage de « lignes d'énergie » — sen en thaï — sur le bas de la jambe. D'après les masseurs thaï, ces points et ces lignes correspondent et agissent sur d'autres parties du corps.

## Histoire
Le massage thaï des pieds est généralement présenté comme étant aussi ancien que le thaï yoga massage, ou massage thaï. Ce dernier possède de nombreuses similitudes visuelles et gestuelles avec le massage thaï des pieds. Par exemple, certains gestes de massage le long des « lignes d'énergie » — sen en thaï — sont identiques dans les deux formes de massage. La correspondance des points stimulés sous la plante des pieds avec les organes et parties du corps semble enrichie des correspondances de la réflexologie plantaire moderne ou « zone thérapie » décrites au début du vingtième siècle en Amérique du Nord. Le massage thaï des pieds comporte également des gestes à vocation drainante surtout retrouvée dans les massages ayurvédiques originaires de l'Inde.

## Techniques
En Thaïlande, il existe plusieurs variantes de massage thaï des pieds, parfois regroupées en techniques ou styles du sud, plus pratiqués dans la région de Bangkok, et en techniques ou styles du nord, plus pratiqués dans la région de Chiang Mai.
La technique du Wat Pho, un pavillon situé en bordure de l'ancien palais royal de Bangkok qui héberge une école de massage et de médecine traditionnelle thaï, définit plusieurs séquences de massage des pieds. La plus classique dure environ 1 h 15. Elle comporte généralement plus de 60 gestes de massage, tels que des gestes à vocation assouplissante et drainante pour le dessous, les côtés, et le dessus du pied, une stimulation de plus de 20 points de pression sous la plante du pied avec un bâtonnet en bois tourné, des gestes à vocation drainante sur la cheville et sur le bas de la jambe jusqu'au genou le long de 5 lignes d'énergie - sen en thaï - , des pressions sur des points situés le long de ces lignes, puis des mouvements de flexions et extensions symétriques sur les deux jambes.

## Effets
Les individus qui reçoivent une séance de massage thaï des pieds évoquent souvent une sensation de légèreté des pieds et des jambes, une très grande détente, voire un peu d’assoupissement, ou même des états de lâcher prise profond. Cette détente peut avoir des effets bénéfiques sur la santé, mais comme pour la réflexologie plantaire, il n'existe aucune preuve scientifique incontestée d'effets médicaux significatifs de cette forme de massage sur des personnes malades.
La stimulation de certaines cellules nerveuses comme la douleur (dans les phases de pressions appuyées avec ou sans bâtonnet) peuvent selon les interprétations, avoir un effet placebo ou provoquer une libération d'endorphines accentuant physiologiquement la détente. 